# Ligne d'Ermont - Eaubonne à Valmondois
La ligne d'Ermont - Eaubonne à Valmondois est une ligne ferroviaire française du Val-d'Oise, en Île-de-France, d'une longueur de quinze kilomètres. Ouverte en 1876 à voie unique puis doublée en 1889, elle est depuis essentiellement parcourue par un trafic de banlieue en provenance ou à destination de la gare du Nord à Paris, actuel Transilien Paris-Nord (ligne H).
La ligne, tracée majoritairement au niveau du sol, possède de nombreux passages à niveau. Elle est desservie en 2010 par trois types d'automotrices et par des rames tractées réversibles, à une fréquence de desserte à la demi-heure en heures creuses et par huit trains par heure et par sens en heures de pointe, quatre au-delà de Saint-Leu-la-Forêt.
Elle constitue la ligne 328 000 du réseau ferré national.

## La ligne

### Tracé
La ligne, entièrement à double voie, se débranche de la ligne Paris-Gare du Nord - Pontoise à la sortie de la gare d'Ermont - Eaubonne, à quatorze kilomètres au nord-ouest de Paris. Elle se joint dans la vallée de l'Oise à la transversale Pontoise - Creil à Butry-sur-Oise, à l'entrée de la gare de Valmondois, à vingt-neuf kilomètres au nord de Paris. La ligne, généralement établie au niveau du sol, parcourt d'abord le nord de la vallée de Montmorency où elle dessert Saint-Leu-la-Forêt, Taverny et Bessancourt, avant d'aborder la descente vers l'Oise, rivière qu'elle traverse à Mériel, quelques centaines de mètres seulement avant sa jonction avec la transversale précitée. Les deux seuls ouvrages d'art d'importance sont un viaduc à Méry-sur-Oise et le pont ferroviaire de Mériel. La ligne possède plusieurs passages à niveau, pour l'essentiel en milieu urbain et parfois sur des axes importants, tel celui de la route départementale 928 à Méry-sur-Oise dont le trafic routier est le plus élevé. Cette caractéristique est à l'origine de nombreux incidents et retards.
Voir le schéma de ligne détaillé dans l'infobox.

### Ouvrages d’art
Les deux petits viaducs du Grand Val (11 m) et de Quesnel (30 m) à Mériel, puis le pont franchissant l'Oise, long de 75 mètres, constituent les principaux ouvrages d'art remarquables du tracé.

### Équipement
La ligne est électrifiée comme tout le réseau Nord en 25 kV-50 Hz monophasé, équipée du block automatique lumineux (BAL), du contrôle de vitesse par balises (KVB) et d'une liaison radio sol-train sans transmission de données.

### Vitesses limites
Vitesses limites de la ligne en 2013 pour les automotrices de type Z 50000 en sens impair (certaines catégories de trains, comme les trains de marchandises, possèdent des limites plus faibles) :
| De (PK)                     | À (PK)               | Limite (km/h) |
| --------------------------- | -------------------- | ------------- |
| Ermont - Eaubonne (PK 14,2) | PK 15,4              | 60            |
| PK 15,4                     | Valmondois (PK 36,8) | 90            |

## Histoire

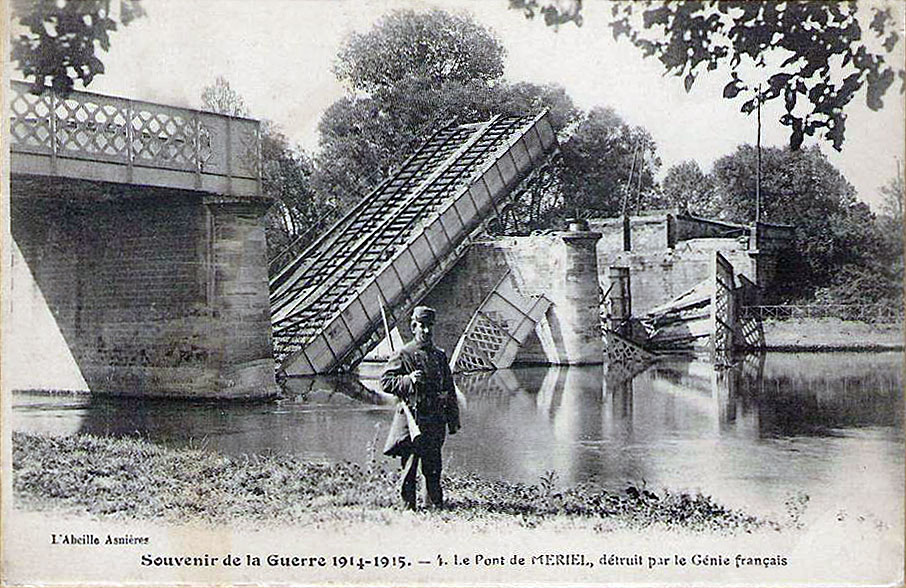
Le pont de Mériel détruit par le Génie français en 1914.

La ligne Paris - Lille est ouverte le 20 juin 1846 par la Compagnie des chemins de fer du Nord. Cette ligne passe alors par la vallée de Montmorency avant de bifurquer vers le Nord-Est à Saint-Ouen-l'Aumône et de suivre la vallée de l'Oise. L'itinéraire actuel plus direct par la plaine de France et Chantilly n'a été mis en service qu'en 1859, n'accordant plus dès lors qu'un rôle de desserte secondaire à cet ancien itinéraire.
La jonction entre Ermont et Valmondois via Saint-Leu-la-Forêt est concédée à la Compagnie du Nord par le département de Seine-et-Oise par adjudication le 4 juin 1872. L'adjudication est approuvée par un décret le 7 juillet 1873 qui déclare la ligne d'utilité publique à titre d'intérêt local. La ligne est ouverte, d'abord à voie unique, le 26 août 1876 au public et à la « grande vitesse », puis le 2 novembre de la même année à la « petite vitesse ». La ligne est reclassée dans le réseau d'intérêt général par une loi le 20 novembre 1883,. La ligne est desservie quotidiennement par onze trains de voyageurs et deux de marchandises dans chaque sens. Une correspondance à Ermont - Eaubonne est obligatoire pour se rendre à Paris.
Mais vu le succès du chemin de fer, il devient rapidement nécessaire d'augmenter la capacité de la ligne : la mise à double voie est inaugurée le 24 mai 1889. À cette occasion, le block-système est généralisé de même que sont diminuées les longueurs des sections de block. Le nombre de circulations quotidiennes passe à vingt trains dans chaque sens, dont deux de marchandises. Le 29 septembre 1895, la municipalité de Taverny demande à la Compagnie du Nord d'aménager le simple point d'arrêt de Vaucelles en « halte classée avec bâtiment couvert servant de gare », ce qui est réalisé.
Durant les années 1920, le réseau de la banlieue nord souffre de plusieurs défauts qui rendent la desserte insuffisante. Alors que le réseau Ouest connaît une importante modernisation avec l'électrification partielle, la mise en place d'automotrices modernes ainsi que d'un service à horaires cadencés, le réseau Nord reste peu adapté à une desserte de type banlieue. La traction vapeur est maintenue, les gares sont trop espacées, les terminus intermédiaires sont trop peu capacitaires, le nombre de voies de réception à la gare du Nord est insuffisant et la ligne ne possède que deux voies de Paris à Ermont, ce qui rend difficile la cohabitation d'une desserte directe avec une desserte omnibus. Une première amélioration est néanmoins mise en place avec la mise en service de rames réversibles et de locomotives à vapeur plus puissantes possédant de meilleures accélérations.
Sur le réseau Nord, l'électrification arrive sur la ligne de Paris à Lille via Creil le 9 décembre 1958 puis sur la lignes entre Paris et Bruxelles via Compiègne et celle de Paris à Mitry et Crépy-en-Valois en 1963. La modernisation de l'itinéraire de Paris-Nord à Pontoise est alors lancée avec pour but d'améliorer les performances de cette ligne dont la fréquentation est en hausse constante avec l'urbanisation croissante de la banlieue nord et de faire disparaître les locomotives à vapeur 141 TC tractant les robustes mais spartiates voitures de type Nord à la fin de 1970. En avril/mai 1969, la traction électrique est en service sur Paris - Pontoise et Pontoise - Creil et s'accompagne de la signalisation par block automatique lumineux. Puis finalement, c'est au tour de l'antenne entre Ermont - Eaubonne et Valmondois le 8 décembre 1970, électrification inaugurée le 11 du même mois par la BB 16021. Cette électrification, la dernière réalisée en banlieue nord, fait définitivement disparaître la traction vapeur de la gare du Nord.

## Architecture

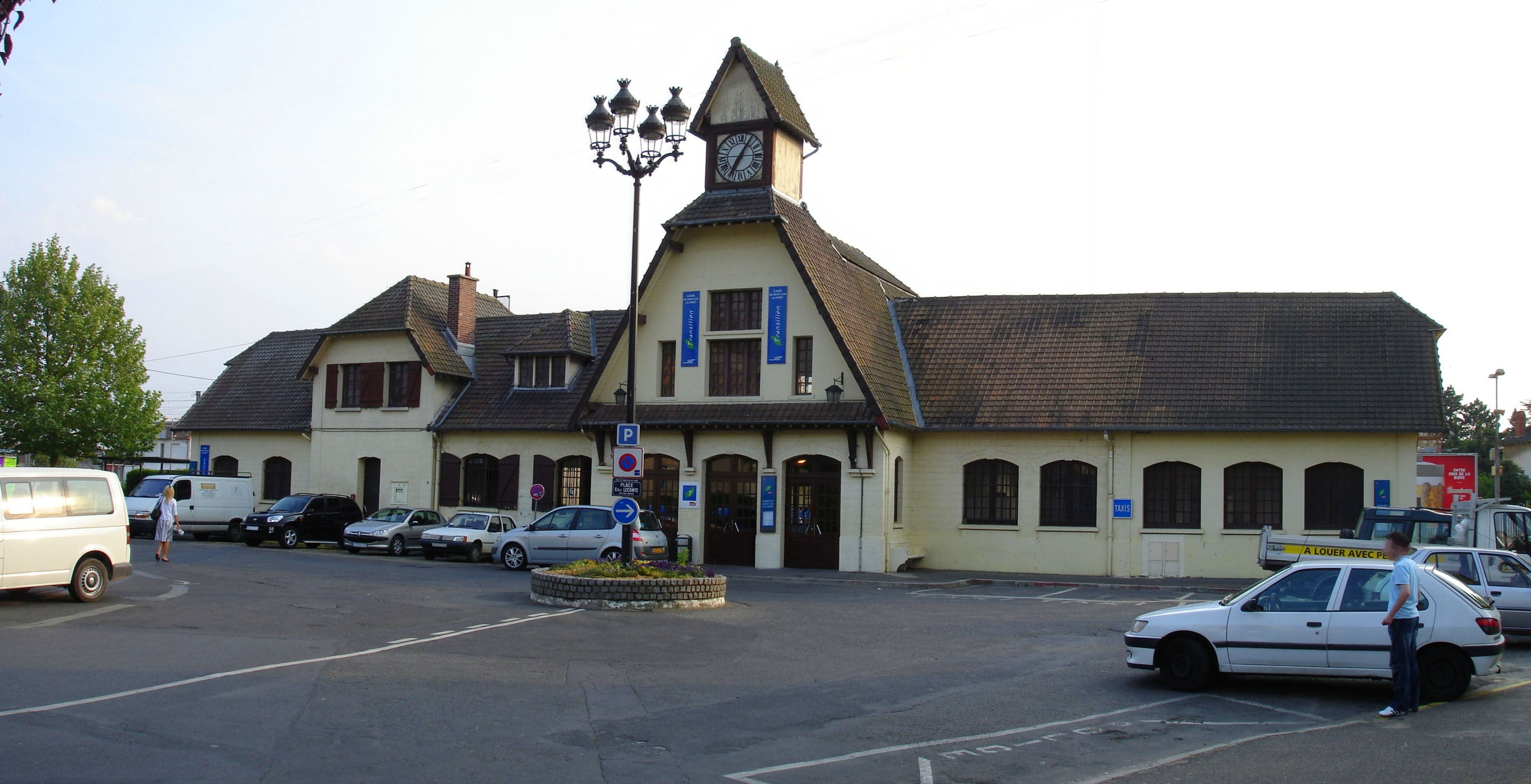
La gare de Saint-Leu-la-Forêt.

Les gares de la ligne sont dotées de bâtiments voyageurs (BV) caractéristiques des lignes secondaires de la Compagnie du Nord. Sur la ligne d'Épinay - Villetaneuse au Tréport - Mers, la première section jusqu'à Montsoult - Maffliers possède des BV similaires mais dotés d'une aile basse en « T ».
Les gares de Saint-Leu-la-Forêt et de Taverny se distinguent par leurs bâtiments voyageurs de style régionaliste, datant des années 1920. La gare de Taverny est embellie par la municipalité en 1923, pour un montant de 148 750 francs. L'ancien bâtiment datant de la construction de la ligne un demi-siècle plus tôt est rehaussé, et orné d'un clocheton à horloge, dans un style normand à faux colombages. La même opération se déroule dans la commune voisine de Saint-Leu-la-Forêt.

## Exploitation

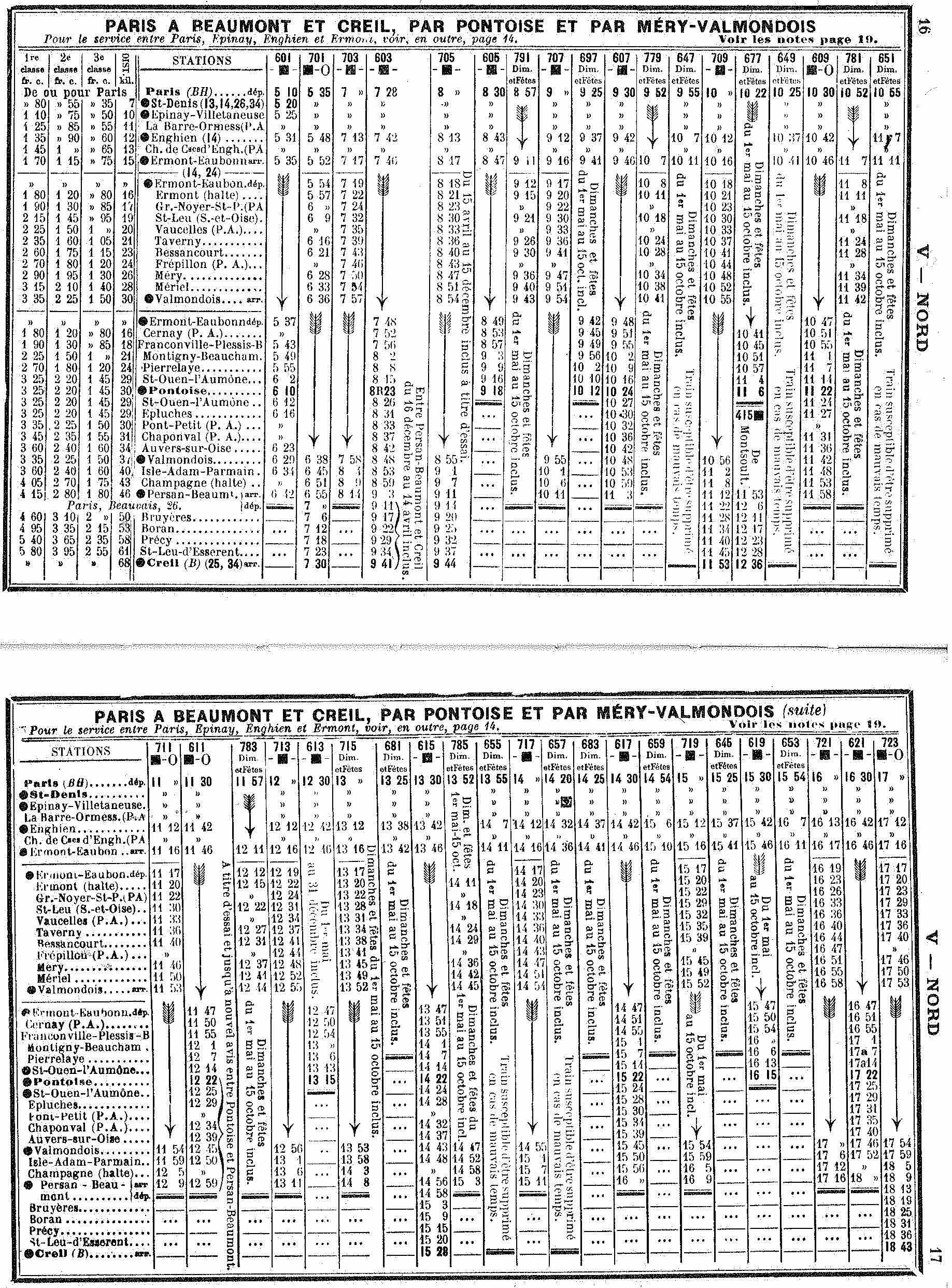
La grille horaire de la ligne en mai 1914.

La ligne, exploitée actuellement par la SNCF sous le label Transilien, l'est depuis le XIXe siècle en tant que ligne voyageurs de banlieue, sans circulations - en situation normale - de trains de « grandes lignes » et avec un trafic de marchandises restant marginal. Son profil assez difficile, en long et en plan, ne favorise en effet pas ces types de circulations. On y trouve des courbes de faible rayon (moins de 500 mètres) et des rampes importantes de l'ordre de 15 ‰, en particulier dans la longue montée de la vallée de l'Oise (la ligne passe de 25 à 90 mètres d'altitude en quelques kilomètres). Ces caractéristiques limitent également la vitesse à 90 km/h, 60 km/h dans la courbe entre les gares d'Ermont - Eaubonne et Ermont - Halte,.
Quatre types de matériels voyageurs y circulent : des automotrices Z 6100, des Z 50000 et des rames tractées, en particulier aux heures de pointe, composées de voitures de banlieue à deux niveaux (VB 2N) ou de rames inox de banlieue (RIB), tractées par des locomotives BB 17000.
En 1914, la ligne est desservie à raison d'un train par heure, ceux-ci étant pour la plupart directs de Paris à Enghien-les-Bains puis Ermont - Eaubonne. 

En 2010, la ligne est desservie à raison d'un train par quart d'heure aux heures de pointe et un train à la demi-heure en heures creuses. S'y ajoute un train supplémentaire par quart d'heure aux heures de pointe ne desservant que les gares d'Ermont - Eaubonne à Saint-Leu-la-Forêt. Tous les trains sont en provenance ou à destination de Paris gare du Nord, à l'exception de quelques trains d'extrême matinée ou d'extrême soirée limités à Ermont - Eaubonne. Toutes les circulations sont omnibus sur ce tronçon, seuls les trains circulant aux heures de pointe étant semi-directs entre Paris et Ermont - Eaubonne. Le temps de parcours moyen Ermont - Valmondois est de trente minutes, le minimum étant de vingt-six minutes. La ligne est située dans les zones 4 et 5 de la tarification des transports en commun d'Île-de-France, la gare de Taverny étant la dernière gare située en zone 4.
Le nombre de voyageurs quotidiens se situe entre 440 et 2 760 voyageurs montants quotidiens selon les points d'arrêt en 2012, exception faite de la gare d'Ermont - Eaubonne, pôle majeur de correspondance du département avec environ 15 000 voyageurs montants par jour.
Les gares les plus fréquentées sont Saint-Leu-la-Forêt avec 2 760 voyageurs montants par jour, suivie du Gros Noyer - Saint-Prix avec 2 550 voyageurs et Taverny, avec 1 980 voyageurs. Les moins importants sont Frépillon avec 440 voyageurs, et Mériel avec 540 voyageurs. Toutes les autres accueillent de 910 à 1320 voyageurs par jour.

## Avenir de la ligne
L'arrivée du matériel Z 50000, également nommé « Francilien », a commencé sur la ligne en mai 2011. Le déploiement doit être achevé mi-2012. Ce nouveau matériel plus performant et accessible aux personnes à mobilité réduite permet de moderniser la desserte de la ligne en réformant les anciennes automotrices inox Z 6100 et les rames inox de banlieue. Les gares les plus fréquentées de la ligne ont été ou sont en cours de mise en accessibilité selon le schéma directeur régional d'accessibilité (rampes, ascenseurs, rehaussement...).

## Impact socio-économique
La ligne a eu un impact similaire à la plupart des lignes de chemin de fer en Île-de-France. Facilitant et surtout accélérant le transport de marchandises et de voyageurs, elle a provoqué une forte évolution démographique des communes traversées, avec un impact cependant variable, et une évolution de la structure sociale de la population des communes concernées.
Saint-Leu-la-Forêt voit sa population, jusqu'alors très stable, doubler en vingt-cinq ans et passer de 1683 habitants en 1876, année de l'ouverture de la ligne à 3156 en 1901. L'évolution est similaire à Taverny, dont la population passe de 1676 à 2743 habitants durant la même période. Cette progression est moins notable plus au nord, la population de Méry-sur-Oise n'augmentant que de 1478 à 1849 habitants et celle de Mériel ne progressant que de 582 à 751 habitants en vingt-cinq ans.

## Photos

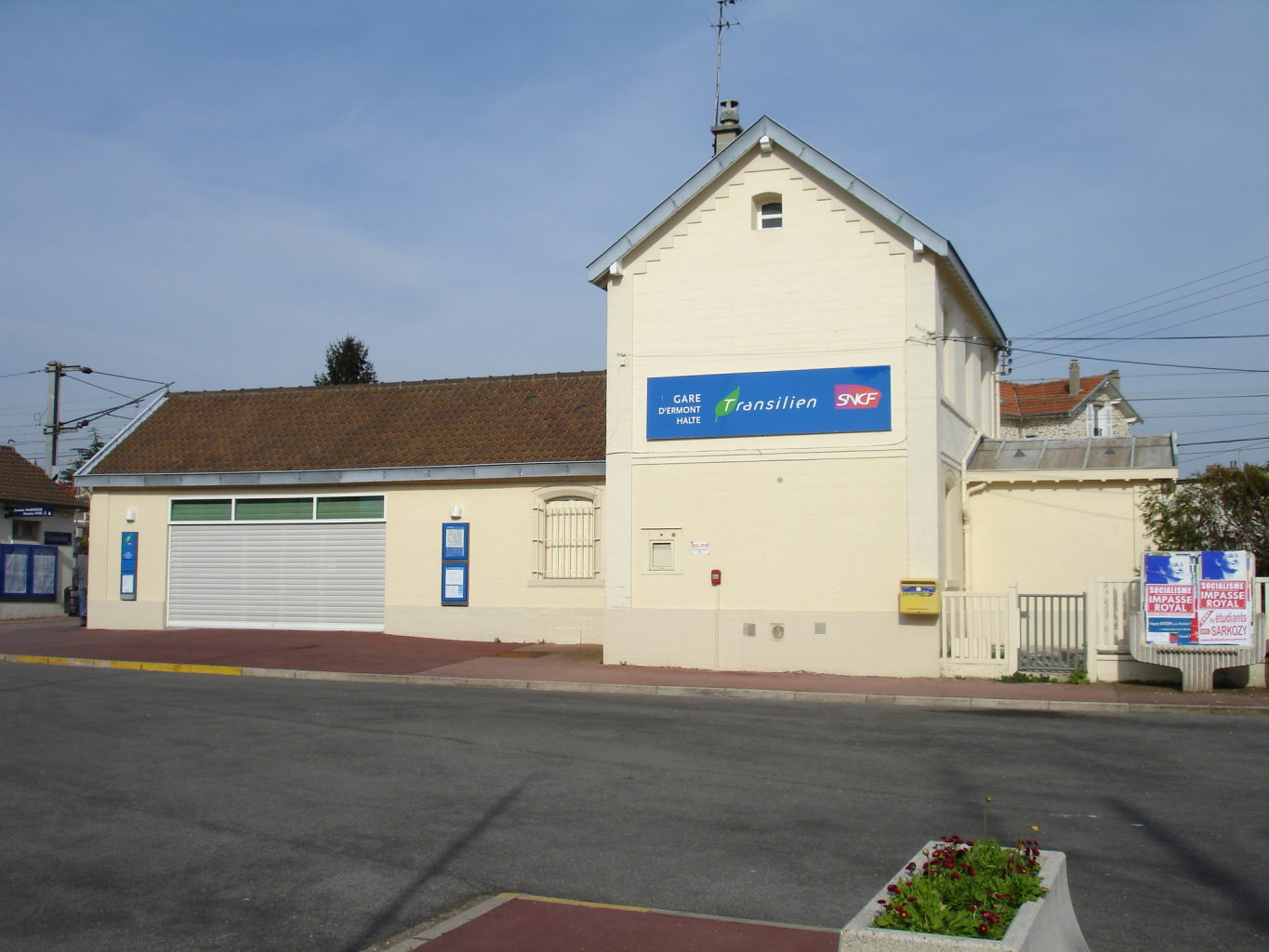
Le bâtiment voyageurs d'Ermont-Halte.
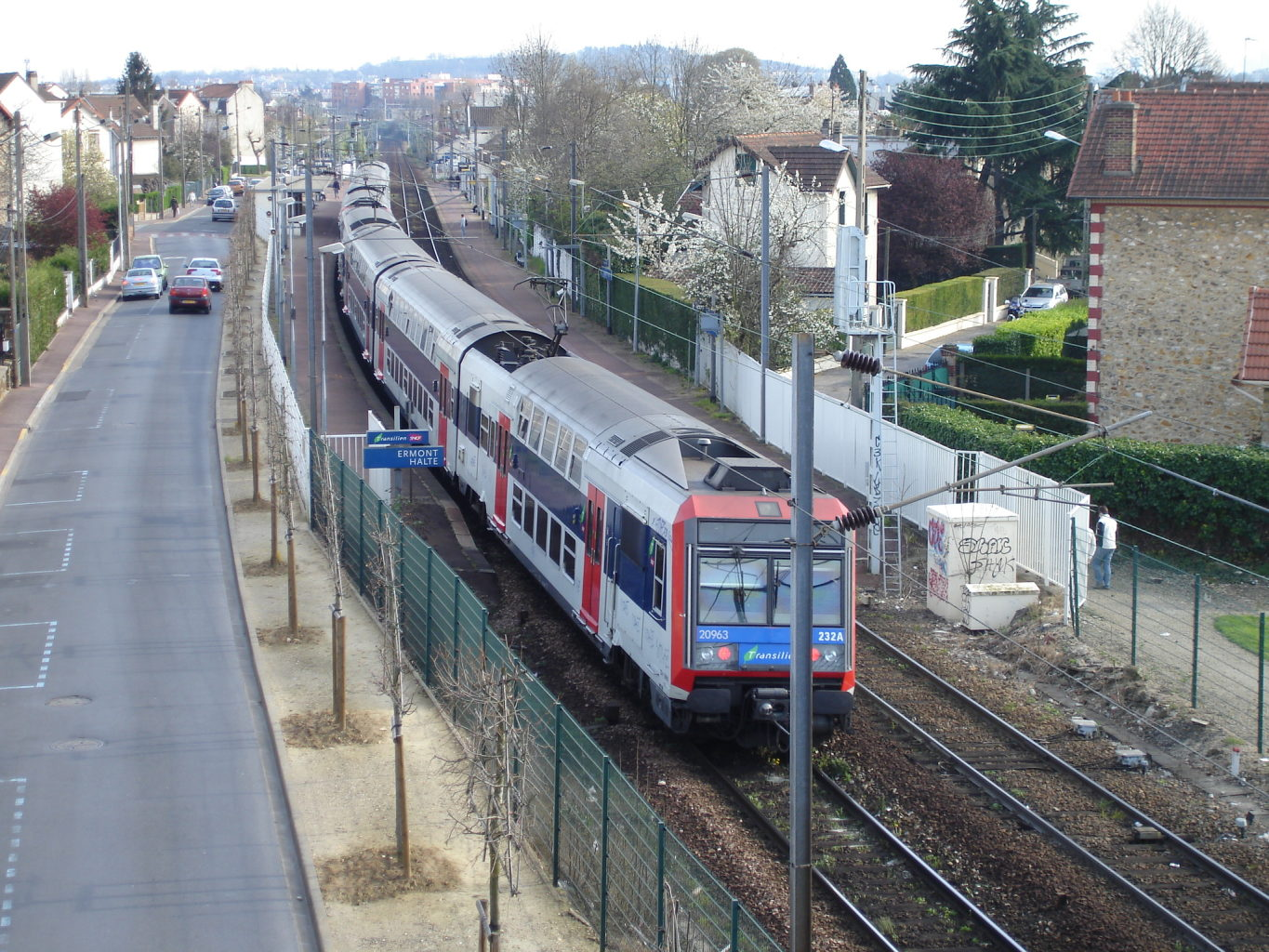
Automotrice Z 20900 entrant en gare d'Ermont-Halte.
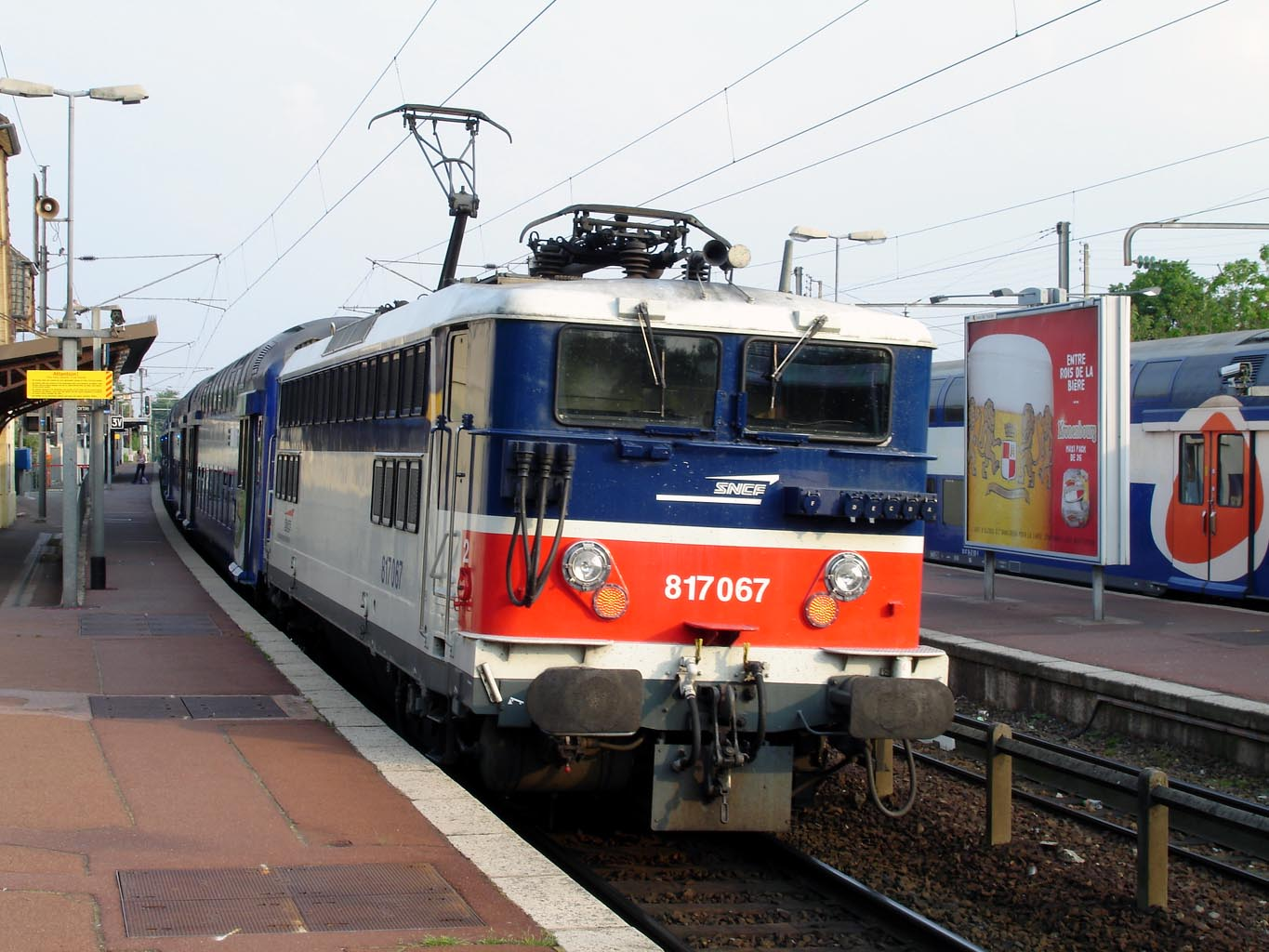
BB 17000 poussant une rame de voitures de banlieue à deux niveaux (VB 2N) à Saint-Leu.
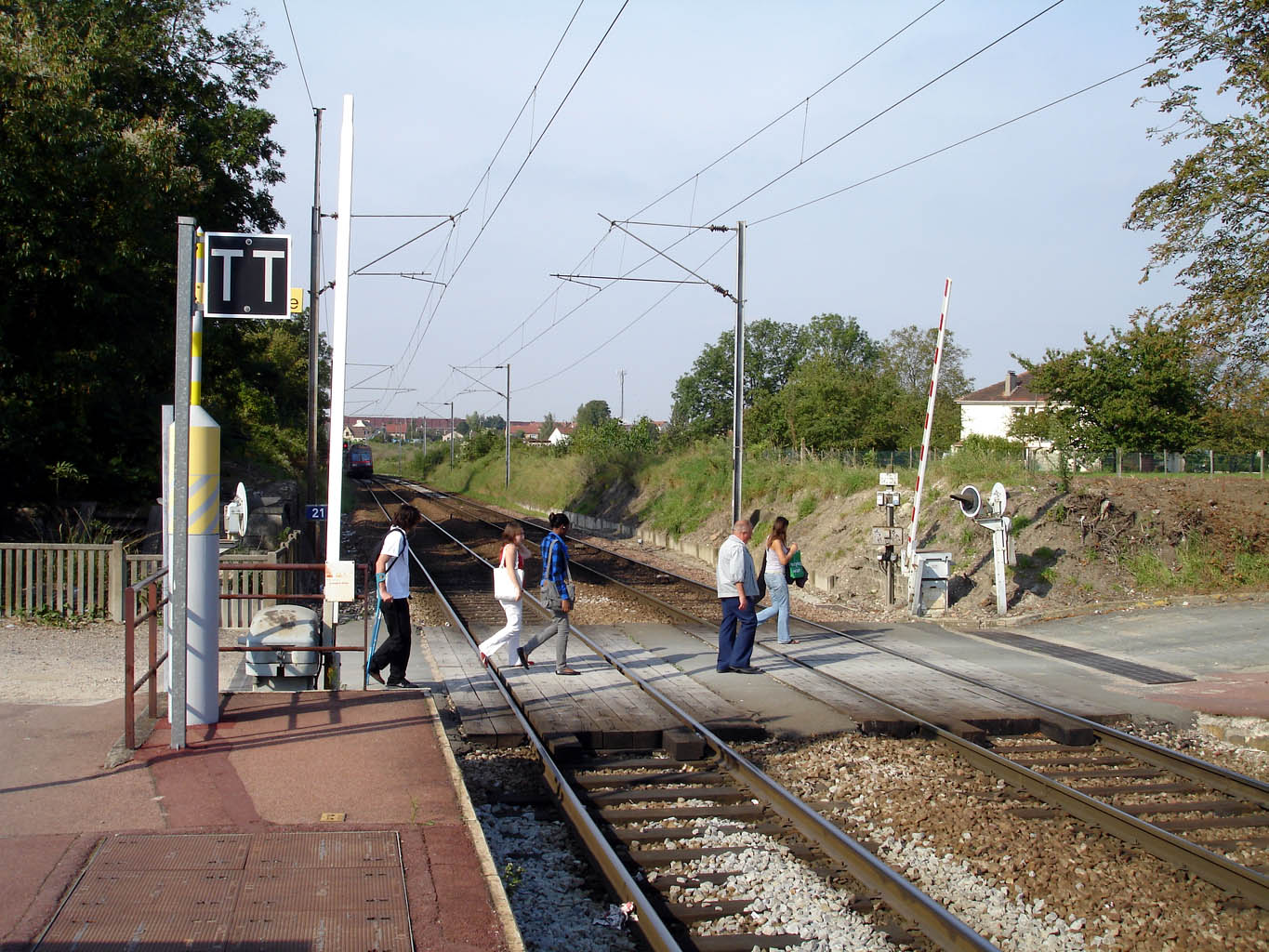
Rame Z 20500 dans la descente vers l'Oise à Frépillon.